# تخصصات طب الأسنان
في الولايات المتحدة وكندا، هناك اثنا عشر تخصصًا معترفًا بطب الأسنان يختار بعض أطباء الأسنان فيها التدريب والممارسة، بالإضافة إلى طب الأسنان العام أو بدلاً منه. في المملكة المتحدة وأستراليا، هناك ثلاثة عشر.
لتصبح متخصصًا يتطلب التدريب في برنامج إقامة أو تدريب متقدم للخريجين. بمجرد اكتمال الإقامة، يُمنح الطبيب شهادة تدريب تخصصي. تحتوي العديد من البرامج المتخصصة على درجات متقدمة اختيارية أو مطلوبة مثل درجة الماجستير، مثل ماجستير العلوم، ماجستير في جراحة الأسنان/العلوم (MDS / MDSc)، ماجستير في طب الأسنان (MDent)، ماجستير في طب الأسنان السريري (MClinDent)، ماجستير في الفلسفة (MPhil)، ماجستير في العلوم الطبية (MMS أو (MMSc)؛ دكتوراه مثل دكتوراه في طب الأسنان السريري (DClinDent)، دكتوراه في العلوم الطبية/العلوم (DMSc)، أو شهادة طبية: دكتور في الطب/بكالوريوس في الطب، بكالوريوس في الجراحة (MD / MBBS) خاص بجراحة الوجه والفكين وأحيانًا طب الفم).

## التخصصات الرسمية
- التخدير: دراسة كيفية تخفيف الألم من خلال الاستخدام المتقدم لتقنيات التخدير الموضعي والعام.[3]
- الصحة العامة للأسنان: دراسة وبائيات الأسنان وسياسات الصحة الاجتماعية.
- علاج جذور الأسنان: علاج قناة الجذر ودراسة أمراض لب الأسنان.
- أمراض الفم والوجه والفكين: دراسة وتشخيص وأحيانًا علاج أمراض الفم والوجه والفكين.
- أشعة الفم والوجه والفكين: الدراسة والتفسير الشعاعي لأمراض الفم والوجه والفكين.
- جراحة الفم والوجه والفكين: خلع الأسنان وزراعة الأسنان وجراحة الوجه.
- طب الفم.
- ألم الفم والوجه: تخصص طب الأسنان الذي يشمل تشخيص وإدارة وعلاج اضطرابات الألم في الفك والفم والوجه والمناطق المرتبطة بها.
- تقويم الأسنان وجراحة تقويم الأسنان: تقويم الأسنان وتعديل نمو منتصف الوجه والفك السفلي.
- طب دواعم السن (وكذلك أمراض اللثة): دراسة وعلاج أمراض اللثة (غير الجراحية والجراحية) وكذلك وضع وصيانة زراعة الأسنان.
- طب أسنان الأطفال: يقتصر طب الأسنان على الأطفال المرضى.
- التعويضات السنية: أطقم الأسنان والجسور وترميم الغرسات. يواصل بعض أخصائيي التعويضات السنية تدريبهم على «التعويضات السنية للفم والوجه والفكين»، وهو التخصص المعني باستبدال هياكل الوجه المفقودة، مثل الأذنين والعينين والأنف، إلخ.

يتم تعيين المتخصصين في هذه المجالات على أنهم «قابلون للتسجيل» (في الولايات المتحدة، «مؤهلون للوحة») ويضمنون ألقاب حصرية مثل طبيب تخدير الأسنان، وتقويم الأسنان، وجرّاح الفم والوجه والفكين، وأخصائي اللبية، وطبيب أسنان الأطفال، وأخصائي أمراض اللثة، أو أخصائي تركيبات الأسنان عند إرضاء بعض المناطق المحلية (الولايات المتحدة، «معتمد من مجلس الإدارة»)، (أستراليا ونيوزيلندا: زميل الكلية الملكية الأسترالية لجراحي الأسنان، المعين من قبل "FRACDS" بعد الاسمي)، أو (كندا: زميل الكلية الملكية لأطباء الأسنان، المعين من قبل متطلبات التسجيل اللاحقة "FRCD (C)").
يقدم المجلس الأمريكي لطب الأسنان وطب النوم (ABDSM) اختبارات شهادة البورد سنويًا لأطباء الأسنان المؤهلين. يتعاون أطباء الأسنان هؤلاء مع أطباء النوم في مراكز النوم المعتمدة ويمكنهم توفير العلاج بأجهزة الفم وجراحة مجرى الهواء العلوي لعلاج اضطرابات التنفس المرتبطة بالنوم.  في حين أن وضع الدبلوماسي الممنوح من قبل ABDSM ليس أحد تخصصات طب الأسنان المعترف بها، إلا أنه معترف به من قبل الأكاديمية الأمريكية لطب النوم (AASM). (انظر طب أسنان النوم في قسم طب النوم عن الولايات المتحدة.)
هناك عدد قليل من برامج التعليم الرسمي المتقدم بعد التخرج: GPR وGDR وMTP (تدريب إكلينيكي وتعليمي متقدم مع خبرة مكثفة في المستشفى) وبرامج AEGD وSEGD وGradDipClinDent (تدريب متقدم في طب الأسنان السريري) معترف بها ولكنها لا تؤدي إلى تخصص. توجد برامج CODA (مجلس اعتماد طب الأسنان) في علاج آلام الفم والوجه في أكثر من عشر مدارس لطب الأسنان في الولايات المتحدة الأمريكية.
يوجد تعليم آخر لطب الأسنان حيث لا يتطلب أي تدريب جامعي رسمي بعد التخرج: طب الأسنان التجميلي، وزراعة الأسنان، وعلاج المفصل الصدغي الفكي. تتطلب هذه عادةً حضور دورة أو أكثر من دورات التعليم المستمر التي تستمر عادةً من يوم إلى عدة أيام. هناك قيود على السماح لأطباء الأسنان هؤلاء بتسمية أنفسهم بالمتخصصين في هذه المجالات. الألقاب المتخصصة هي عناوين قابلة للتسجيل ويتم التحكم فيها من قبل هيئات ترخيص طب الأسنان المحلية.

## تخصصات أو دراسات أخرى
- طب أسنان ذوي الاحتياجات الخاصة: طب الأسنان لذوي الإعاقات التطورية والمكتسبة. إنه تخصص معترف به من قبل الكلية الملكية الأسترالية لجراحي الأسنان. كما تم الاعتراف به مؤخرًا على أنه تخصص من قبل المجلس العام لطب الأسنان في المملكة المتحدة. يأمل المجلس الأمريكي لطب الأسنان للرعاية الخاصة في الحصول أيضًا على اعتماد لطب أسنان ذوي الاحتياجات الخاصة من قبل CODA.[4][5]
- بيولوجيا الفم: بحث في بيولوجيا الأسنان والقحف الوجهي. غالبًا ما يكون هذا برنامج دكتوراه ومن النادر أن يتابع أطباء الأسنان هذه الدرجة.
- طب الأسنان الشرعي: جمع واستخدام أدلة الأسنان في القانون. يمكن أن يقوم بذلك أي طبيب أسنان لديه خبرة أو تدريب في هذا المجال. وظيفة طبيب الأسنان الشرعي هي في المقام الأول التوثيق والتحقق من الهوية.
- طب أسنان كبار السن أو طب أسنان الشيخوخة: تقديم رعاية الأسنان لكبار السن بما في ذلك التشخيص والوقاية والعلاج من المشاكل المرتبطة بالشيخوخة الطبيعية والأمراض المرتبطة بالعمر كجزء من فريق متعدد التخصصات مع متخصصي الرعاية الصحية الآخرين.
- طب الفم: التقييم السريري والتشخيص من الفم المخاطية أمراض،[6] وعلاج الأسنان للخطر طبيا المرضى. يتم الجمع بين هذه الدرجة أحيانًا مع أمراض الفم أو الأشعة الفموية.
- طب الأسنان الرياضي: هو فرع من فروع طب الأسنان المتقدم. يتعامل مع الوقاية والعلاج وإدارة صحة الأسنان للأفراد فيما يتعلق بالرياضة والتمارين الرياضية. ويشمل أيضًا الإدارة الطارئة للإصابات الرياضية المتعلقة بالأسنان وأنسجة الفم الأخرى على وجه التحديد. طب الأسنان الرياضي هو فرع من فروع الطب الرياضي يتعامل مع الوقاية والعلاج من إصابات الأسنان وأمراض الفم المرتبطة بالرياضة والتمارين الرياضية.[7] عادة ما يتم متابعته كتخصص بعد التخرج بعد BDS / DDS أو ما يعادلها. قد تشمل الدرجات المختلفة لدراسة طب الأسنان الرياضي: دورة شهادة في طب الأسنان الرياضي (CSD / CSD)، دبلوم في طب الأسنان الرياضي (DSD / DSD)، زمالة في طب الأسنان الرياضي (FSD / (FSD) وماجستير في طب الأسنان الرياضي (M. طب الأسنان الرياضي). يعمل طبيب الأسنان الرياضي كمستشار فردي أو كعضو في فريق الطب الرياضي.
- طب الأسنان البيطري، تخصص الطب البيطري: مجال طب الأسنان المطبق على رعاية الحيوانات.[8][9]

## روابط خارجية
- تخصصات طب الأسنان المعترف بها